# Jairo Padilla
Jairo Padilla (* Ibarra, Imbabura, Ecuador, 10 de mayo de 1991) es un futbolista ecuatoriano que actualmente juega como delantero para Deportivo Quito  de la Segunda categoría Ecuador.

## Trayectoria
Jairo se formó en las categorías infantiles del Club Deportivo Valle del Chota. En el 2008 ingresa a las formativas del CSD Aucas club con el que logra el ascenso a la Serie B de Ecuador para disputar el torneo Campeonato Nacional de Fútbol Serie B 2013 al coronarse campeón de la Segunda Categoría. En esta temporada convierte 9 tantos, destacando su nivel a tal punto que llama la atención de ojeadores europeos. A mediados de año firma un contrato a préstamo por seis meses con el Trofense de Trofa, Portugal. Con el club portugués tiene buenas actuaciones, anotando 1 gol en 17 partidos por la Liga de Honra y 2 por Copa de Portugal.
En marzo de 2014 regresa del préstamo para jugar en Club Sociedad Deportiva Aucas

## Clubes
| Club           | País     | Año             | PJ  | Goles | Promedio |
| -------------- | -------- | --------------- | --- | ----- | -------- |
| Aucas          | Ecuador  | 2008 - 2013     | 142 | 30    | 0,21     |
| Trofense       | Portugal | 2013 - 2014     | 17  | 1     | 0,06     |
| Aucas          | Ecuador  | 2014 - 2015     | 41  | 10    | 0,24     |
| Liga de Quito  | Ecuador  | 2016            | 21  | 0     | 0        |
| Macará         | Ecuador  | 2017            | 12  | 0     | 0        |
| SD Aucas       | Ecuador  | 2018            | 11  | 0     | 0        |
| CD El Nacional | Ecuador  | 2019-Actualidad | 31  | 1     | 0        |